# Karaitsko judovstvo
Karaitsko judovstvo (hebrejsko קָרָאִים, v prevodu: ljudje pisma) je judovska verska ločina, nastala v 7. stoletju po Kristusu v Babiloniji. Karaiti so bili nasprotniki takrat razvitega rabinskega judovstva, od ostalih ločin pa se razlikujejo po zavračanju ustne Tore.

## Nauk
Sekto je ustanovil Anan Ben David, ki je združil nasprotnike rabinskega judovstva in odtujence babilonskih Judov. Anainiti, kakor so se sprva imenovali pripadniki sekte, so sprejeli nauk asketizma, izogibali so se mesa in vina v znamenju žalovanja za Sionom ter nasprotovali zdravnikom, saj so menili da le Bog zdravi bolne. Karaitski nauki so se skozi zgodovino spreminjali, poznejši Karaiti so nekatera prvotna stališča kritizirali.
Karaitski Judje tradicionalno sledijo izključno patrilinealnemu rodu (moški liniji). Torej neka oseba šteje za Juda, če je bila rojena Judovskemu očetu ali pa je opravila formalno konverzijo v judaizem. To pravilo velja za mnoge generacije. To pomeni, če je očetov pradedek bil Jud, se ta oseba šteje za Juda od rojstva do smrti, ne glede na njegov ostali rod. Prav tako, če so bili vsi predniki neke osebe Judje, razen očetovega starega očeta, ne šteje za Juda.

## Holokavst
Karaitska ločina je skozi stoletja trdila, da je nasprotovala uboju Jezusa. Ruski Karaiti so se od judovstva v drugi polovici 19. stoletja odcepili, saj so menili da so ločena sekta, ki ni sodelovala pri Jezusovem uboju. Tudi Nacisti so Karaite obravnavali kot rasno drugačne in jih kot edino judovsko sekto niso preganjali.

## Skupnost danes
Od 10. do 11. stoletja so Karaitski Judje predstavljali 40 % celotne svetovne Judovske populacije. Razvili so tudi svojo različico krimske tatarščine, ki se ji reče karaitščina, ne sme pa se je mešati z jezikom pravovernih Judov s Krima, Krimčakov, ki govorijo krimčaksko. 
Danes v ZDA živi skupnost 4.000 Karaitov, okoli 100 družin živi v Istanbulu, med 20.000 in 25.000 članov skupnosti pa v Izraelu.